# Petinesca

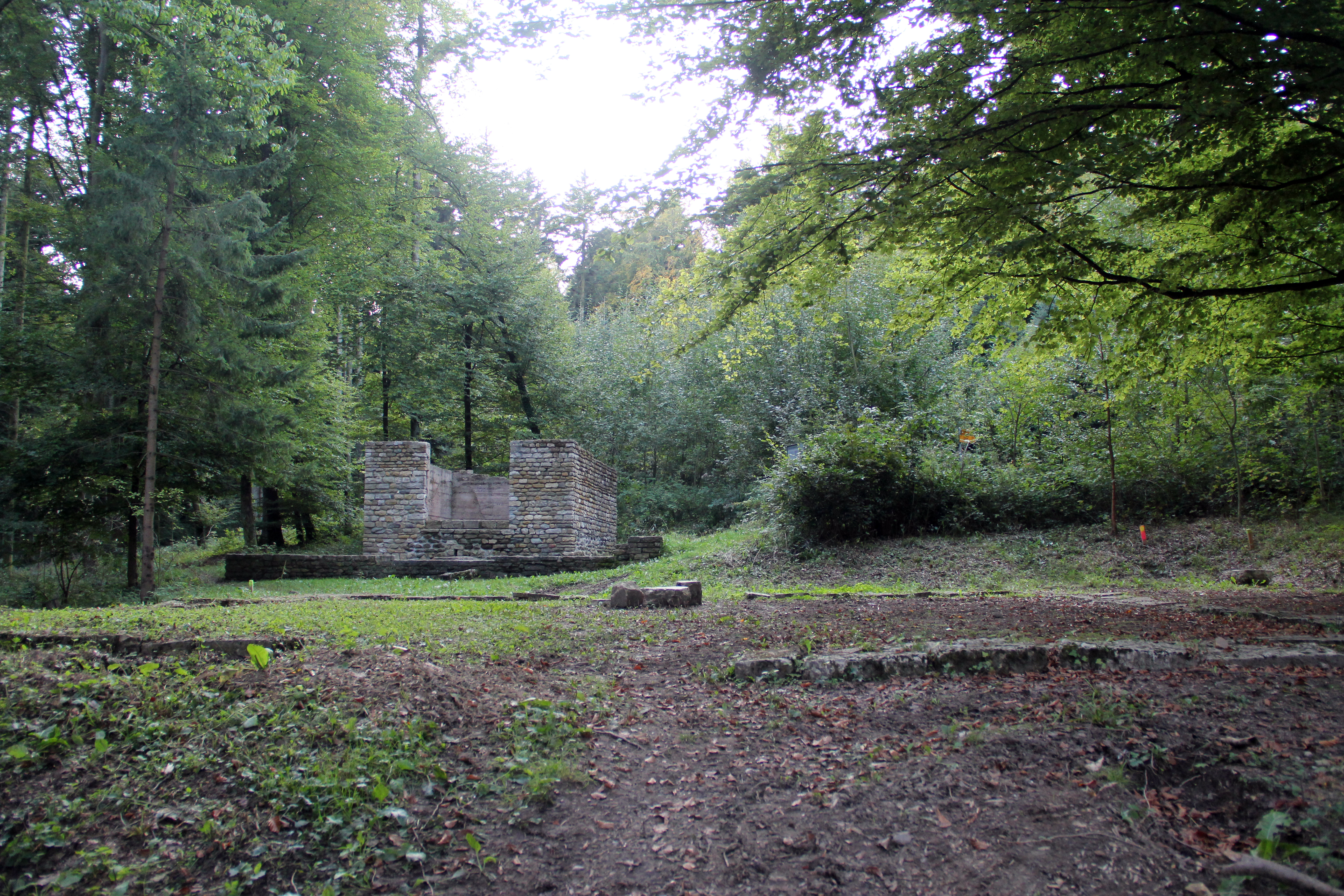
Petinesca

Petinesca é um sítio romano, situado na comuna de Studen no cantão de  Berna  já é mencionado na Tabula Peutingeriana e no Itinerário de Antonino como uma estação ao longo da estrada entre Avêntico e Saloduro.
Os primeiros sinais de ocupação romana datam de meados do século I, mas a primeira Via romana na região de Vorderberg é do primeiro decénio depois de cristo Os restos de um muro descoberto num montículo no interior de um ópido delimitavam uma zona sagrada frequentada do século I ao IV, que englobavam seis templos Galo-romanos. Também foram descobertos uma série de edifícios de madeira destinados ao alojamento e construídos no século I ao longo da via romana e nota-se a presença dos em pedra que os substituíram no século II.
As escavações parecem demonstrar que Petinesca já devia ter sido abandonada nos meados do século IV.